# سرطان
سَرَطان یا چَنگار به گروهی از بیماری‌ها گفته می‌شود که شامل رشد غیرطبیعی سلول‌های تغییر یافته با توانایی حمله یا انتشار به سایر قسمت‌های بدن است. در سلول‌های سرطانی سازوکارهای طبیعی تقسیم و رشد سلول‌ها دچار اشکال می‌شود. این توده‌های سلولی با تومورهای خوش‌خیم که توانایی متاستاز و گسترش در بدن ندارند، متفاوت است و می‌توانند در بخش‌های مختلف بدن تومور ایجاد کنند. علائم و نشانه‌های بیماری بسته به شرایط و نوع سرطان متفاوت است اما علائم احتمالی عبارتند از ایجاد توده در بخشی از بدن، خونریزی غیرطبیعی، سرفه‌های طولانی، کاهش وزن غیرقابل توضیح و تغییر در دفع مدفوع. این علائم در حالی که می‌توانند نشانه سرطان باشند در مواردی از اختلالات و عارضه‌های دیگری نشات می‌گیرند. امروزه بیش از ۱۰۰ نوع سرطان در انسان شناخته شده است.
مصرف دخانیات عامل حدود ۲۲ درصد مرگ و میرهای ناشی از سرطان است. ۱۰ درصد دیگر به دلیل چاقی، رژیم غذایی نامناسب، عدم فعالیت بدنی یا سوءمصرف الکل رخ می‌دهد. عوامل دیگر نظیر عفونت‌های خاص، قرار گرفتن در معرض پرتو یونیزان و آلاینده‌های محیطی نیز در ابتلا به سرطان مؤثر است. همچنین تقریباً ۵ تا ۱۰ درصد از سرطان‌ها به دلیل نقص‌های ژنتیکی ارثی رخ می‌دهند. در کشورهای در حال توسعه، ۱۵ درصد از سرطان‌ها به دلیل عفونت‌هایی مانند هلیکوباکتر پیلوری، هپاتیت B، هپاتیت C، ویروس پاپیلوم انسانی، ویروس اپشتین–بار و ویروس نقص ایمنی اکتسابی (HIV) است. به‌طور معمول، تغییرات ژنتیکی بسیاری قبل از ایجاد سرطان در سلول نیاز است و این عوامل، تا حدی، با تغییر ژن‌های یک سلول همراه هستند و شرایط را برای ایجاد سرطان فراهم می‌کنند. سرطان اگر دارای توده سلولی باشد، با معاینه پزشکی و در غیر این صورت می‌توان با علائم و نشانه‌های خاص یا آزمایش‌های غربالگری تشخیص داد که معمولاً با تصویربرداری پزشکی بررسی و با بیوپسی تأیید می‌شود.
خطر ابتلا به برخی سرطان‌ها را می‌توان با سیگار نکشیدن، حفظ وزن مناسب، محدود کردن مصرف الکل، خوردن مقدار زیادی سبزیجات، میوه‌ها و غلات کامل، واکسیناسیون علیه برخی بیماری‌های عفونی، محدود کردن مصرف گوشت فرآوری شده و گوشت قرمز و قرار نگرفتن در معرض نور مستقیم خورشید، کاهش داد. تشخیص زودهنگام از طریق غربالگری برای سرطان دهانه رحم و روده بزرگ مفید بوده؛ با این حال مزایای غربالگری سرطان سینه مورد مناقشه است. سرطان اغلب با ترکیبی از پرتودرمانی، جراحی، شیمی‌درمانی و درمان هدفمند، مورد درمان قرار می‌گیرد. انتخاب درمان مناسب برای موارد خاص سرطان باید با مرحله منحصر به فرد تومور، سلامت بیمار و ساختار ژنتیکی سلول‌های صورت می‌گیرد. مراقبت تسکینی و علائم، بخش مهمی از مراقبت‌های حین بیماری هستند. مدیریت درد مزمن به ویژه در افراد مبتلا به نوع پیشرفته بیماری، اهمیت دارد. شانس بقا به نوع سرطان و وسعت بیماری در شروع درمان بستگی دارد. در کشورهای توسعه‌یافته امید به زندگی پنج ساله برای کودکان زیر ۱۵ سال در هنگام تشخیص، به‌طور متوسط ۸۰٪ است. در ایالات متحده نیز میانگین بقای پنج ساله ۶۶٪ برای همه سنین است.
در سال ۲۰۱۵، حدود ۹۰٫۵ میلیون نفر در سراسر جهان مبتلا به سرطان بودند. در سال ۲۰۱۹، موارد سرطان سالانه ۲۳٫۶ میلیون نفر افزایش یافت و ۱۰ میلیون مرگ در سراسر جهان وجود داشت که نشان دهنده افزایش ۲۶ درصدی و ۲۱ درصدی در دهه گذشته است.
در مردان شایع‌ترین انواع سرطان، سرطان ریه، سرطان پروستات، سرطان روده بزرگ و سرطان معده و در زنان، سرطان سینه، سرطان روده بزرگ، سرطان ریه و سرطان دهانه رحم است. همچنین سرطان پوست، غیر از ملانوما، حدود ۴۰٪ موارد جدید ابتلا به سرطان در هر سال را تشکیل می‌دهد. در کودکان، به جز در آفریقا که لنفوم غیرهاجکین بیشتر رخ می‌دهد، لوسمی حاد لنفاوی و تومورهای مغزی شایع‌تر هستند. در سال ۲۰۱۲، حدود ۱۶۵۰۰۰ کودک زیر ۱۵ سال مبتلا به سرطان تشخیص داده شدند. خطر ابتلا به سرطان با افزایش سن به‌طور قابل توجهی افزایش می‌یابد و بسیاری از سرطان‌ها در کشورهای توسعه یافته بیشتر رخ می‌دهند. با توجه به اینکه افراد بیشتری تا سنین بالا زندگی می‌کنند و تغییرات سبک زندگی در کشورهای در حال توسعه رخ می‌دهد، نرخ ابتلا به سرطان حال افزایش است. کل هزینه‌های اقتصادی جهانی سرطان تا سال ۲۰۱۰، ۱٫۱۶ تریلیون دلار آمریکا (معادل ۱٫۵۶ تریلیون دلار در سال ۲۰۲۲) در سال برآورد شده است.

## معرفی و طبقه‌بندی
سرطان به بیماری گفته می‌شود که در آن سلول‌های بدن انسان در اثر برهم خوردن فرایندهای طبیعی چرخه سلولی، توانایی تقسیم و تکثیر به صورت کنترل نشده‌ای را پیدا می‌کنند. در بسیاری از سرطان‌ها، این سلول‌ها تومورها یا توده‌هایی از سلول‌های سرطانی را تشکیل می‌دهند که اندازه آن‌ها در طول زمان افزایش می‌یابد و به‌طور بالقوه عملکرد اندام‌ها و بافت‌های بدن را مختل می‌کنند. سرطان می‌تواند در بسیاری از بافت‌ها ایجاد شود، به همین علت انواع مختلفی از سرطان وجود دارد. سرطان به‌طور عمده طبق آخرین استاندار طبقه‌بندی بین‌المللی بیماری‌های انکولوژی (ICD-O-3) بر اساس منشأ بافتی و محل اولیه سرطان مورد بررسی قرار می‌گیرد.
درجه‌بندی سرطان توصیفی از ظاهر میکروسکوپی سلول‌ها و بافت تومور است. تومورهای درجه پایین دارای سلول‌ها و ساختارهای بافتی نسبتاً طبیعی و تمایز یافته هستند. تومورهای درجه بالاتر سلول‌های و بافت‌هایی با ساختار غیرطبیعی و غیر تمایز یافته دارد. تومورهای درجه بالاتر معمولاً تهاجمی تر بوده و پیش‌آگهی بدتری را نشان می‌دهند. برخی از تومورها سیستم‌های درجه‌بندی خاص خود را دارند. به عنوان مثال، سیستم‌های درجه‌بندی برای سرطان پروستات و ملانوما اهمیت خاصی به ساختار کلی تومور می‌دهند. مرحله‌بندی سرطان نیز نوعی دسته‌بندی ظاهری تومور است که آن را از نظر اندازه، تهاجم، گسترش به غدد لنفاوی موضعی یا متاستاز توصیف می‌کند. برخی از سیستم‌های مرحله‌بندی نیز شامل درجه‌بندی سرطان نیز هستند و گام‌های مؤثری برای اهمیت بخشی به سرطان‌شناسی مولکولی برداشته اند (مانند هشتمین کتابچه راهنمای مرحله‌بندی سرطان AJCC). مطالعات بیشتر، تنوع قابل توجهی را بین آسیب‌شناسی و درجه‌بندی سرطان نشان داده‌اند که اهمیت مرحله بندی تومور را برای پیش آگهی نشان می‌دهد.
در موارد بالینی تومورهای جامد را می‌توان را بر اساس معیار TNM یا بر اساس میزان گسترش، رشد یا متاستاز در چهار مرحله بخش‌بندی کرد. در حالی که سیستم TNM به عنوان یک سیستم طبقه‌بندی برای سرطان در سطح کل جمعیت مفید بوده کاربرد آن در سطح تشخیص بیماری محل مناقشه است.

### منشأ بافتی‌شناختی
از نظر بافت‌شناسی (بافتی که سرطان از آن منشأ گرفته است) صدها سرطان مختلف وجود دارد که در شش دسته عمدهٔ کارسینوما، سارکوما، میِلوما، لوسِمیا، لنفوما و مخلوط (سرطان‌هایی که می‌توانند در دسته‌های مختلفی قرار گیرند) طبقه‌بندی می‌شود. کارسینوما، سارکوما و لنفوما در دسته تومورهای جامد و میلوما و لوسمیا در دسته تومورهای غیر جامد/مایع (مرتبط با خون) قرار می‌گیرند. سرطان‌ها، وابسته به دسته‌ای که در آن قرار می‌گیرند در چگونگی و میزان متاستاز، درمان و پیش‌گیری متفاوت هستند.
کارسینوما به یک نئوپلاسم بدخیم با منشأ اپیتلیال (سرطان ناشی از سلول‌های پوششی) داخلی یا خارجی بدن اشاره دارد. کارسینومای بدخیم ۸۰ تا ۹۰ درصد از کل موارد سرطان را تشکیل می‌دهند. بافت پوششی در سراسر بدن، در پوست و اندام‌ها و مجاری داخلی مانند دستگاه گوارش وجود دارد. کارسینوماها به دو زیرگروه عمده تقسیم می‌شوند: آدنوکارسینوما که در یک اندام یا غدد ایجاد می‌شود و کارسینومای سلول سنگفرشی که منشأ آن بافت سنگفرشی است. آدنوکارسینوماها عموماً در غشاهای مخاطی ایجاد و ابتدا به صورت یک مخاط سفید پلاک مانند ضخیم دیده می‌شوند. آنها اغلب به راحتی از طریق بافت نرمی که در اطراف آنها وجود دارد، پخش می‌شوند. بیشتر کارسینوماها بر اندام‌ها یا غده‌هایی که قادر به ترشح هستند، مانند پستان، که شیر تولید می‌کنند، ریه‌ها، که مخاط ترشح می‌کنند، یا روده بزرگ، پروستات و مثانه تأثیر می‌گذارند.
سارکوما به سرطانی اطلاق می‌شود که از بافت‌های حمایتی و همبند مانند استخوان‌ها، تاندون‌ها، غضروف‌ها، ماهیچه‌ها و چربی‌ها منشأ می‌گیرد و به‌طور کلی در بزرگسالان جوان رخ می‌دهد. شایع‌ترین سارکوماها اغلب به صورت یک توده دردناک روی استخوان ایجاد می‌شود. در موارد دیگر سارکومای بافت نرم رخ می‌دهد که در بافت نرم بخش‌های مختلف بدن در رشد می‌کنند. تومورهای سارکوم معمولاً شبیه بافتی هستند که در آن رشد می‌کنند. نمونه‌هایی از سارکوماهای استخوانی می‌تواند به استئوسارکوما (استخوان) و سارکوماهای بافت نرم به کندروسارکوما (غضروف)، رابدومیوسارکوما (عضله اسکلتی)، گلیوما یا آستروسیتوما (بافت همبند نوروژنیک موجود در مغز) و تومور مزانشیمی یا تومور مختلط مزودرمی (انواع بافت همبند مخلوط) اشاره کرد.
میِلوما سرطانی است که از سلول‌های پلاسمای مغز استخوان منشأ می‌گیرد. سلول‌های پلاسما برخی از پروتئین‌های موجود در خون را تولید می‌کنند. لوسمیا یا سرطان خون، سرطان‌های مربوط به مغز استخوان (محل تولید سلول‌های خونی) هستند. این بیماری اغلب با تولید بیش از حد گلبول‌های سفید نابالغ همراه است. این گلبول‌های سفید نابالغ به‌طور صحیح فعالیت نمی‌کنند، بنابراین بیمار اغلب مستعد عفونت است. لوسمیا همچنین بر گلبول‌های قرمز خون نیز تأثیر می‌گذارد و می‌تواند باعث لخته شدن خون و خستگی ناشی از کم خونی شود. نمونه‌هایی از سرطان خون عبارتند از لوسمی میلوژن (گلبول‌های سفید میلوئیدی و گرانولوسیتی)، لوسمی لنفوبلاستیک (سلول‌های لنفوئیدی و لنفوسیتی) و پلی‌سیتمی ورا (محصولات مختلف سلول‌های خونی از جمله گلبول‌های قرمز).
لنفوماها در غدد یا سیستم لنفاوی، شبکه ای از گره‌ها، رگ‌ها و اندام‌ها (به ویژه طحال، لوزه‌ها و تیموس)، ایجاد می‌شوند که مایعات بدن را تصفیه می‌کنند و گلبول‌های سفید خون و لنفوسیت‌ها را نیز تولید می‌کنند. برخلاف لوسمی‌ها که گاهی «سرطان‌های مایع/غیر جامد» نامیده می‌شوند، لنفوماها «سرطان‌های جامد» هستند. لنفوما همچنین ممکن است در اندام‌های خاصی مانند معده، پستان یا مغز رخ دهند که به این لنفوم‌ها لنفوم‌های خارج گرهی گفته می‌شود. لنفوم‌ها به دو دسته هاچکین و غیرهاجکین دسته‌بندی می‌شوند. وجود سلول‌های رید-استِرِنبرگ در لنفوم هاجکین آن را از لنفوم هاجکین متمایز می‌کند. شایع‌ترین نوع لنفوم، لنفوم غیر هاجکین است که حدود ۹۰ درصد مبتلایان به این نوع سرطان را تشکیل می‌دهد.

### معیار TNM
سیستم TNM به تعیین میزان کلیت بیماری کمک می‌کند و ترکیب سه عامل تومور، گره و متاستار در آن، امکان ساده‌سازی طبقه‌بندی سرطان را فراهم می‌کند:
- T-تومور: برای توصیف اندازه اولیه تومور و تهاجم به سایر بافت‌ها استفاده می‌شود. در این بخش «T0» به معنای عدم وجود تومور و «T1 تا T4» نشان دهنده اندازه و مقدار تهاجم به بافت‌های دیگر بدن هستند؛ برای مثال T1 نشان دهنده تهاجم به زیرمخاط در سرطان روده بزرگ است. همچنین «Tx» زمانی مورد استفاده قرار می‌گیرد که تومور قابل ارزیابی نباشد.
- N-گره‌ها: برای توصیف درگیری غدد لنفاوی منطقهٔ تومور استفاده می‌شود. غدد لنفاوی به عنوان فیلترهای بیولوژیکی عمل می‌کنند، زیرا مایع بین سلولی بافت‌های بدن به مویرگ‌های لنفاوی جذب می‌شود و به گره‌های لنفاوی جریان می‌یابد. «N0» نشان دهنده عدم گسترش به گره لنفاوی منطقه ای است، در حالی که «N1 تا N3» درجاتی از گسترش را نشان می‌دهند.
- M-متاستاز: برای بیان وجود متاستاز دور تومور اولیه استفاده می‌شود. متاستاز دور زمانی است که تومور به خارج از غدد لنفاوی منطقه گسترش می‌یابد. اگر متاستاز دور وجود نداشته باشد تومور به عنوان «M0» و اگر شواهدی از متاستاز دور وجود داشته باشد به عنوان «M1» در نظر گرفته می‌شود.

بر اساس معیارهای اشاره شده در بالا سرطان‌ها از I تا IV (1 تا ۴) مرحله‌بندی شده‌اند و مرحله ۴ شدیدترین مرحله به‌شمار می‌رود: «I» -سرطان موضعی (T1-T2، N0، M0)، «II» -سرطان محلی پیشرفتهٔ اولیه (T2-T4، N0، M0)، «III» -سرطان محلی پیشرفتهٔ پایانی (T1-T4، N1-N3، M0)، «IV» -سرطان متاستاتیک (T1-T4، N1-N3، M1). مرحله ۰ برای نشان دادن سلول‌های غیرطبیعی و خوش‌خیم (Tis، N0، M0)، که سرطانی به حساب نمی‌آیند اما ممکن است در آینده تبدیل به سرطان شوند، و مرحله V نیز منحصراً برای تومورهای ویلمز استفاده می‌شود.

## علائم و نشانه‌ها
تشخیص سرطان ممکن است دشوار باشد زیرا علائم و نشانه‌های اغلب غیراختصاصی و کلی هستند، به این معنی که ممکن است پدیده‌های عمومی باشند که مستقیماً به یک بیماری خاص اشاره نمی‌کنند. علائم سیستمیک ممکن است به دلیل پاسخ بدن به سرطان رخ دهند. این علائم شامل خستگی، کاهش وزن ناخواسته، یا تغییرات پوستی باشد. برخی از سرطان‌ها می‌توانند یک حالت التهابی ایجاد کنند که منجر به از آتروفی و ضعف مداوم عضلانی شود که به عنوان کاشکسی شناخته می‌شود. برخی از سرطان‌ها مانند لنفوم هاجکین، لوسمی‌ها و سرطان کبد یا کلیه می‌توانند باعث تب مداوم شوند. برخی از علائم سیستمیک سرطان توسط هورمون‌ها یا سایر مولکول‌های تولید شده توسط تومور ایجاد می‌شوند که به عنوان سندرم پارانئوپلاستیک شناخته می‌شوند. سندرم‌های پارانئوپلاستیک رایج عبارتند از هایپرکلسمی، که می‌تواند باعث تغییر حالت روانی، یبوست و کم‌آبی بدن شود، یا هیپوناترمی، که همچنین می‌تواند باعث تغییر وضعیت ذهنی، استفراغ، سردرد یا تشنج شود.

## تشخیص
از آنجایی که بسیاری از علائم سرطان شروع تدریجی و ماهیت عمومی دارند، غربالگری سرطان (که به آن مراقبت سرطان نیز گفته می‌شود) یک اولویت کلیدی بهداشت عمومی است. غربالگری سرطان شامل بررسی آزمایشگاهی، معاینات فیزیکی، نمونه‌های بافتی یا آزمایش‌های تصویربرداریِ تشخیصی باشد که به‌طور معمول توصیه می‌کنند در فواصل زمانی معینی برای جمعیت‌های خاص انجام شوند. مرحله بندی سرطان‌ها بخشی از فرایند تشخیص است که هم درمان و هم پیش آگهی بیماری را به اطلاع می‌رساند.

### معاینه و تصویربرداری
تشخیص.9 اولیه تومورهای جامد را می‌توان بر اساس توده غیرعادی سلولی در بدن انجام داد. این توده‌های سلولی ممکن است با معاینه فیزیکی قابل تشخیص باشند، اما اغلب با استفاده از تکنیک‌های تصویربرداری که امکان تجسم بافت‌های داخل بدن را فراهم می‌کنند، مانند اشعه ایکس، سی‌تی اسکن (CTI, CT، یا CAT)، تصویربرداری تشدید مغناطیسی (MRI) و برش‌نگاری گسیل پوزیترون (PET) شناسایی می‌شوند. تصویربرداری MRI معمولاً برای اهداف تشخیصی استفاده نمی‌شود، مگر اینکه فرد در معرض خطر بالای سرطان باشد، زیرا تصاویر دقیق از MRI می‌توانند در بسیاری از موارد، مثبت کاذب (تغییرات طبیعی تراکم سلولی که سرطانی نیستند) ایجاد کنند. اسکن PET از ویژگی متابولیک اکثر سلول‌های سرطانی استفاده می‌کند زیرا سلول‌های سرطانی نسبت به اکثر سلول‌های غیر سرطانی قند بیشتری مصرف می‌کنند. برای اسکن PET، قند نشان شده رادیواکتیو به بیمار وارد تزریق می‌شود. از آنجایی که سلول‌های سرطانی سطوح بالایی از قند رادیواکتیو را مصرف می‌کنند، و تجمع رادیواکتیویته که در اسکن PET قابل مشاهده است به شناسایی توده سرطانی کمک می‌کند. اسکن PET می‌تواند هر بافتی را نشان دهد که حاوی سلول‌هایی است که مقادیر نسبتاً زیادی قند مصرف می‌کنند، از جمله سلول‌های سرطانی و سلول‌هایی که به‌عنوان بخش طبیعی عملکردشان در بدن به سرعت تقسیم می‌شوند (مانند مو و پوشش روده باریک). اگر توده‌ای از سلول‌ها مصرف‌کننده شناسایی شود، از طریق تکنیک‌های دیگر تصویربرداری، یا بیوپسی برای تشخیص قطعی غیرطبیعی بودن توده سلولی استفاده می‌شود.

### بیوپسی (بافت‌برداری)
تجزیه و تحلیل‌های میکروسکوپی بیوپسی اغلب برای تعیین خوش‌خیم بودن توده سلولی مورد نیاز است، به این معنی که سرطان متاستاتیک یا بدخیم نیست. میکروسکوپی نمونه‌های بافت‌شناسی را بزرگ‌نمایی می‌کند تا شکل تک تک سلول‌ها و موقعیت نسبی گروه‌های کوچکی از سلول‌ها را آشکار کند. توده‌های خوش‌خیم بیشتر شکل و ساختار سلولی اولیه خود را حفظ می‌کنند. تجزیه و تحلیل بافت‌شناسی همچنین می‌تواند امکان تشخیص شاخص میتوزی، درصد سلول‌های موجود در نمونه را که در زمان جمع‌آوری نمونه به‌طور فعال در حال تقسیم بودند را فراهم کند. شاخص میتوزی بالا نشان دهنده سرطان است و هر چه شاخص میتوزی بالاتر باشد، سرطان تهاجمی تر است. در برخی موارد، هنگام مرحله بندی سرطان یا در نظر گرفتن پیش آگهی بیمار سرطانی، شاخص میتوزی نیز در نظر گرفته می‌شود. برای به دست آوردن اطلاعات در مورد ترکیب پروتئین سلول‌های سرطانی می‌توان از انواع تجزیه و تحلیل بافت‌شناسی استفاده کرد. برای مثال، ایمونوهیستوشیمی (IHC) از آنتی‌بادی‌هایی استفاده می‌کند که به پروتئین‌های خاص متصل می‌شوند تا حضور و فراوانی نسبی آن پروتئین‌ها را در سلول‌ها بررسی کند. IHC می‌تواند به شناسایی نوع سلولی که در تومور وجود دارد کمک کند. علاوه بر این، نمونه‌ها را می‌توان برای بیان ژن از طریق رویکردهایی مانند هیبریداسیون فلورسانس درجا (FISH) و هیبریداسیون ژنومی مقایسه‌ای (CGH) کاوش کرد.9 این دو روش می‌توانند ناهنجاری‌های ژنتیکی در بافت‌های سرطانی را تشخیص دهند.9

### آزمایش خون
علاوه بر اسکن‌های تصویربرداری و تجزیه و تحلیل بافت‌شناسی که قادر به تشخیص فیزیکی توده‌های سلولی در بدن هستند، برخی آزمایش‌های خون نیز وجود دارند که امکان تشخیص بیومارکرهای سرطان را فراهم می‌کنند. مانند سطح بالای گلوکز در ادرار که نشانگر زیستی دیابت است، عوامل خاصی ممکن است در بدن یک بیمار سرطانی وجود داشته باشد که در یک بیمار سالم وجود ندارد. این مواد لزوماً باعث تشخیص سرطان نمی‌شوند، اما با وجود سرطان در بیمار، ارتباط دارند. استفاده از این رویکردها بسته به نوع سرطان مورد نظر متفاوت است و در تشخیص حضور سلول‌های سرطانی و مرحله‌بندی سرطان حیاتی است. با این حال روش‌های مرحله بندی سرطان برای هر نوع سرطان منحصر به فرد است.9

## سبب‌شناسی و علل
سازمان بهداشت جهانی اعلام کرد که بیماری چاقی به ویژه در کشورهای توسعه‌یافته یکی از عوامل اصلی ابتلا به سرطان به‌شمار می‌رود. همچنین سازمان ملل از افزایش سرطان‌های ناشی از چاقی در کشورهای توسعه‌یافته خبر داد. تنها در سال ۲۰۱۲ بیماری چاقی در کشورهای توسعه‌یافته باعث ابتلای ۴۸۱ هزار نفر از مردم این کشورها به بیماری سرطان، به ویژه در میان زنان شده است. این سازمان با ذکر این نکته که تعداد افرادی که در اثر بیماری چاقی بیش از حد به سرطان مبتلا شده‌اند ۳٬۶ درصد از مجموع بیماران سرطانی جهان در سال ۲۰۱۲ را تشکیل می‌دهد، تصریح کرده است که از طریق مقابله با بیماری چاقی می‌توان دست کم ۲۵ درصد از آمار ابتلا به سرطان در این جوامع را کاهش داد.
در این گزارش اشاره شده است که کشورهای منطقه آمریکای شمالی در سال ۲۰۱۲ با ۱۱۱ هزار نفر بیمار یعنی معادل ۲۳ درصد از مجموع مبتلایان به سرطان‌های ناشی از چاقی، در صدر جدول این بیماران و کشورهای اروپای شرقی با نزدیک به ۶۵ هزار نفر در مقام دوم قرار دارند.
- دخانیات: مصرف دخانیات در ایجاد سرطان در مجاری تنفسی نقش اساسی دارد. ۹۰٪[۵۳] ابتلا به سرطان ریه به دلیل کشیدن سیگار رخ می‌دهد. سیگار کشیدن مهم‌ترین عامل محیطی منفرد در وقوع مرگ زودرس در آمریکا می‌باشد.[۵۳]
- مواد غذایی: مصرف الکل در ابتلا به سرطان‌های دهان (به غیر از لب)، حنجره، مری و به دلیل ایجاد سیروز الکلی احتمال بروز سرطان کبد را بالا می‌برد. مصرف قند در طول دوره درمان سرطان ممنوع است، زیرا سلول‌های سرطانی با مصرف قند می‌تواند بهتر بافت‌های دیگر بدن را آلوده کنند. معنی این جمله این است که سلول سرطانی با مصرف قند قوی‌تر می‌شود و باسرعت بالاتری تکثیر می‌شوند. به زبان ساده‌تر باید گفت سلول سرطانی دارای ۹۴ گیرنده قند است ولی سلول بدن دارای ۴ گیرنده است و هر مولکول قندی را که ببیند جذب می‌کند و بزرگتر می‌شود.

مطالعهٔ محققان آژانس استاندارد غذا در انگلیس نشان می‌دهد، زمانی که مواد غذایی حاوی کربوهیدرات در معرض دمای بالا قرار می‌گیرند، سمّی به نام «آکریل آمید» تولید می‌کنند که سرطان‌زاست. به همین دلیل پژوهشگران اعتقاد دارند مصرف بیش از اندازه نان سوخاری (تُست‌شده) احتمال بروز سرطان را افزایش می‌دهد.
طبق اعلام آژانس بین‌المللی تحقیقات سرطان (IARC)، گوشت خوک و فراورده‌های آن مانند گوشت دودی، ژامبون، سوسیس خوک و سایر گوشت‌های فرآوری‌شده حامل این مواد، به اندازه استعمال سیگار، خطر ابتلا به سرطان را افزایش می‌دهد.
- عفونت‌های باکتریایی یا ویروسی: برخی سرطان‌ها همچون سرطان گردن رحم به علت عفونت‌های ویروسی (ویروس پاپیلومای انسانی) بروز می‌کنند.[۵۶] بررسی باکتری‌های موجود در آب دهان نشان داده است، بین نوع باکتری‌های بیماری لثه و سرطان سر و گردن و دهان و مری ارتباط وجود دارد.[۵۷]
- محققان دانمارکی موفق به کشف پروتئینی شدند که به آنزیم «ADAM17» اجازه می‌دهد با زدودن مولکول‌ها از سطح سلول‌های سرطانی به رشد آن‌ها کمک کند. پروتئین «PACS-2» به آنزیم «ADAM17» کمک می‌کند تا به درون و خارج از سلول‌های سرطانی انتقال یابد؛ اگر بتوان این پروتئین را مهار کرد، می‌توان در مهار رشد تومور سرطانی موفق بود.[۵۸]

### اُنکوژن‌ها
اُنکوژن‌ها یا ژن‌های تومورزا، ژن‌های تغییریافته‌ای هستند که در حالت عادی پروتئین‌هایی را که در کنترل رشد و تکثیر سلول‌ها نقش دارند، بیان می‌کنند. این ژن‌ها در حالت عادی پروتواُنکوژن نامیده می‌شوند؛ ولی در صورت بروز جهش در پروتواُنکوژن‌ها، آن‌ها به اُنکوژن‌ها تبدیل می‌شوند. اُنکوژن‌ها باعث بروز سرطان می‌شوند. جهش‌هایی که پروتواُنکوژن‌ها را به اُنکوژن‌ها تبدیل می‌کنند، اغلب باعث بیان بیش از حد فاکتورهای کنترلی، افزایش تعداد ژن‌های کدکننده آن‌ها یا تغییر فاکتورهای کنترلی، به صورتی که فعالیت فاکتورها افزایش یابد یا نیمه عمر آن‌ها در سلول زیاد شود، می‌گردد. ابتدا اُنکوژن‌ها در ویروس‌ها کشف شدند که اُنکوژن‌های ویروسی نامیده می‌شوند. به واسطهٔ جهش در پروموتر پروتواُنکوژن‌ها آن‌ها به اُنکوژن‌های فعال تبدیل شده و بیان آن‌ها زیاد شده، تکثیر سلول‌ها افزایش یافته و تومور ایجاد می‌شود.

### ژنِ سرکوب‌گر تومور
ژن سرکوب‌گر غده یا ژن سرکوب‌گر تومور، ژنی است که سلول را از رسیدن به راه سرطان بازمی‌دارد. اگر در این ژن جهشی روی دهد که باعث از دست دادن یا کاهش کارایی شود، سرطان از آن سلول گسترش خواهد یافت. این روند به‌طور معمول با دگرگونی‌های ژنتیکی دیگری نیز همراه می‌باشد.

## درمان
رویکردهای درمانی و مدیریتی می‌تواند شامل جراحی بافت‌برداری، شیمی درمانی و پرتودرمانی باشد. درمان سرطان تنها به مدیریت علائم فیزیکی بیماری محدود نمی‌شود، بلکه تأثیرات عاطفی آن را نیز در بر می‌گیرد. یک شبکه حمایتی قوی برای رفاه عاطفی و روانی بیماران سرطانی بسیار مهم است. مشارکت خانواده و دوستان می‌تواند به بیماران کمک کند تا حس عادی بودن را بازیابند و شانس موفقیت بالینی خود را افزایش دهند. ارتباط مؤثر میان اعضای خانواده و ارائه‌دهندگان خدمات بهداشتی نیز ضروری است تا نیازهای بیمار به خوبی درک شده و برآورده شود.

## پیش‌آگهی
مدیریت سرطان پیچیده است و نیازمند یک رویکرد بین رشته‌ای بوده و ارتباط مناسب بین پزشکی، انکولوژی، جراحی، پاتولوژی و سایر خدمات بسیار مهم است. علاوه بر این، داروسازان، کارکنان پرستاری، تغذیه، مددکاری اجتماعی و مدیریت پرونده باید از نزدیک در مراقبت از این بیماران مشارکت داشته باشند. درمان می‌تواند شفابخش یا تسکین دهنده باشد و رویکردها بر اساس مرحله سرطان متفاوت است. همه اعضای تیم مراقبت‌های بهداشتی باید در مورد دوره درمان مناسب برای هر بیمار و به توافق برسند.

## پیشگیری
بین ۷۰ تا ۹۰ درصد سرطان‌های رایج ناشی از عوامل محیطی هستند و بنابراین به‌طور بالقوه قابل پیشگیری هستند. بسیاری از این عوامل محیطی، نوعی سبک زندگی انتخابی و قابل کنترل هستند؛ بنابراین، سرطان به‌طور کلی، قابل پیشگیری است. برخی از سرطان‌ها را می‌توان با واکسن‌هایی علیه ویروس‌هایی که باعث ایجاد آن‌ها می‌شوند، پیشگیری کرد (مثلاً واکسن‌های HPV به عنوان پیشگیری از سرطان دهانه رحم).

## ریشه‌شناسی
واژه کانسِر از یونانی باستان καρκίνος (کارکینوس), به معنی خرچنگ و تومُر می‌آید. پزشکان یونانی بقراط و جالینوس، درمیان دیگران، به همانندی خرچنگ‌ها به برخی تومورها با رگ‌های ورم‌کرده اشاره کردند. این واژه حدود سال ۱۶۰۰ به پزشکی مدرن در انگلیسی معرفی شد.

## آخرین پژوهش‌ها
پژوهشگران پزشکی می‌گویند سلول‌های داسی‌شکل ممکن است در اثر کمبودشان در خون، مجبور شوند که به سلول‌های سرطانی تومورهایی که در برابر درمان مقاومت می‌کنند، حمله کنند. این سیستم روشی نو برای درمان سرطان گزارش شده است. محققان موفق به کشف یک مکانیسم مولکولی جدید شده‌اند که سبب می‌شود تومورها در مقابل شیمی‌درمانی مقاوم شوند. با ادامه این تحقیقات می‌توان امیدوار بود که اثر بخشی شیمی‌درمانی افزایش می‌یابد و از تقسیم سلول‌های آسیب‌دیده یا سرطانی جلوگیری کرد.
مطالعات محققان مرکز سرطان تگزاس نشان می‌دهد که داروهای مسدودکننده بتا که معمولاً برای کاهش فشار خون و بیماری‌های قلبی تجویز می‌شوند، با تأثیر بر هورمون‌های استرس، خواص ضد سرطانی دارند. تأثیر این داروها در سرطان تخمدان و طول عمر بیماران به اثبات رسیده است.
تحقیق بر روی هزار و ۴۲۵ زن مبتلا به سرطان تخمدان که از سال ۲۰۰۰ تا ۲۰۱۰ درمان شده‌اند، نشان می‌دهد که استفاده از یک داروی مسدودکننده بتا به نام پروپرانولول سبب طول عمر این افراد می‌شود.
گروهی از دانشمندان دانمارکی و کانادایی در حین تلاش برای کشف واکسنی برای مبارزه با مالاریا در زنان باردار، به‌طور تصادفی متوجه شدند که بخشی از انگل مالاریا، می‌تواند نقش مهمی در درمان سرطان‌ها داشته باشد. محققان دریافتند یک پروتئین انگل مالاریا قابلیت از بین بردن ۹۰ درصد انواع سرطان‌ها را دارد.
محققان دانشگاه کالیفرنیا موفق به طراحی و ساخت نانوحامل کروی شکل حاوی داروی ضد سرطان شدند که می‌توان از آن برای از بین بردن تومور استفاده کرد. این نانوذرات کروی دارای پوششی از جنس پپتید است که نانودارو را نزدیک تومور سرطانی نگه می‌دارد و درحضور نوعی پروتئین، رهاسازی دارو را انجام می‌دهد.
یک شرکت زیست فناوری در نزدیکی آکسفورد، قراردادی به ارزش ۳۵۰ میلیون پوند با یکی از شرکت‌های دارویی بزرگ امضا کرده است که طی آن در یک آزمایش بالینی، ۱۰۰ بیمار مبتلا به سرطان را با استفاده از سلول‌های مهندسی شده T درمان می‌کند. سلول‌های T قاتل، قادر به نابودی سلول‌های سرطانی و سلول‌های آلوده به ویروس هستند.

## جامعه و فرهنگ
اگرچه بسیاری از بیماری‌ها (مانند نارسایی قلبی) ممکن است پیش آگهی بدتر و موارد مرگ و میر بیشتری نسبت به اکثر موارد سرطان داشته باشند، سرطان موضوع ترس و تابوهای گسترده در جامعه به‌شمار می‌رود. حسن تعبیر «بیماری طولانی» برای توصیف سرطان‌هایی که منجر به مرگ گردیده به جای نام‌گذاری صریح بیماری، که منعکس کننده یک انگ اجتماعی است، همچنان در برخی از آگهی‌های ترحیم استفاده می‌شود. سرطان همچنین به عنوان "بیماری C" نیز شناخته می‌شود؛ پشتیبانی از سرطان مک میلان از این اصطلاح برای تلاش برای کاهش ترس در مورد این بیماری استفاده می‌کند. در نیجریه، یک نام محلی برای سرطان وجود دارد که به معنی «بیماری که غیرقابل درمان» است. در بررسی‌های آماری برای ابتلا به سرطان در افراد جامعه نشان داد این باور عمیق که سرطان لزوماً یک بیماری دشوار و معمولاً کشنده است در بیشتر افراد مورد بررسی وجود داشت. با این حال شایع‌ترین شکل سرطان، سرطان‌های پوست غیر ملانومایی، که حدود یک سوم موارد سرطان را در سراسر جهان تشکیل می‌دهد، آمار مرگ و میر بسیار پایینی دارند (به دلیل اندک بودن حتی از آمار مرگ و میر ناشی از سرطان مستثنی می‌شوند) و به راحتی و تقریباً همیشه، اغلب در یک جراحی کوتاه و سرپایی، درمان می‌شوند.
در برخی فرهنگ‌های دیگر، سرطان به عنوان یک بیماری در نظر گرفته می‌شود که باید با آن «جنگ» کرد و به آن پایان داد. استعاره جنگ علیه سرطان برای اولین بار ایالات متحده به کار گرفته شد. استعاره‌های نظامی به ویژه در توصیف اثرات انسانی سرطان رایج است و هم بر وضعیت سلامتی بیمار و هم بر نیاز به انجام اقدامات فوری و قاطع فردی به جای تأخیر، نادیده گرفتن یا تکیه کامل به دیگران تأکید می‌کند. استعاره‌های نظامی همچنین به منطقی کردن تن دادن به درمان‌های رادیکال و پر عارضه ضروری کمک می‌کند.
در دهه ۱۹۷۰، یکی از درمان‌های جایگزین نسبتاً محبوب سرطان در ایالات متحده، شکل تخصصی از گفتاردرمانی بود. این درمان بر اساس این ایده که سرطان ناشی از نگرش بد است و افرادی با «شخصیت سرطانی»، افسرده و سرکوب شده، از خود نفرت دارند و از ابراز احساسات خود می‌ترسند. این حالت روانی، به صورت ناخودآگاه، سرطان را ایجاد و وخیم‌تر می‌کند. برخی از روان درمانگران ادعا کردند که درمان برای تغییر دیدگاه بیمار نسبت به زندگی، سرطان را درمان می‌کند. تلقین این باور به جامعه سبب می‌شد قربانی به خاطر ایجاد سرطان یا ناتوانی در درمان آن (با تبدیل نشدن به فردی شاد، نترس و دوست داشتنی) خود را سرزنش کند. این تکفر همچنین اضطراب بیماران را افزایش می‌داد، زیرا آنها به اشتباه معتقد بودند که احساسات طبیعی غم، خشم یا ترس زندگی آنها را کوتاه می‌کند. این ایده توسط سوزان سانتاگ مورد تمسخر قرار گرفت. او در سال ۱۹۷۸ بیماری به مثابه استعاره را پیرامون همین مسئله ساخت و منتشر کرد. اگرچه ایده اصلی شخصیت سرطانی اکنون به‌طور کلی بیهوده تلقی می‌شود، این ایده تا حدی به شکل کاهش یافته و به صورت یک باور گسترده، اما نادرست در جوامع ادامه دارد که پرورش عمدی عادت خوش‌بینی باعث افزایش بقا می‌شود. این تصور به ویژه در موضوعات و فرهنگ سرطان سینه مشاهده می‌گردد.
یک ایده در مورد اینکه چرا افراد مبتلا به سرطان مورد سرزنش یا انگ قرار می‌گیرند، فرضیه جهان عادلانه نامیده می‌شود. این باور بیان می‌دارد که وقوع سرطان به خاطر اعمال یا نگرش‌های بیمار است. کلیت این تفکر مبتنی بر اعتقاد مقصران است که جهان اساساً عادلانه بوده، بنابراین هر بیماری خطرناکی مانند سرطان باید نوعی مجازات برای انتخاب‌های بد باشد، زیرا در دنیای عادلانه، اتفاقات بد برای افراد خوب رخ نمی‌دهد.
در ایالات متحده، سرطان به عنوان یک وضعیت محافظت شده توسط کمیسیون فرصت‌های شغلی برابر (EEOC) گنجانده شده است، که عمدتاً به دلیل پتانسیل سرطان برای اثرات تبعیض آمیز بر کارگران دارد. اگر کارفرما باور نادرست داشته باشد که فرد مبتلا به سرطان قادر به انجام صحیح کار نیست و ممکن است بیشتر از سایر کارمندان مرخصی استعلاجی نیاز داشته باشد، تبعیض در محل کار می‌تواند به وجود بیاید. همچنین در صورت وجود سرطان، کارفرمایان ممکن است بر اساس تصورات نادرست در مورد ناتوانی‌های سرطانی تصمیماتی برای استخدام یا اخراج کارمندان خود بگیرند. EEOC دستورالعمل‌های مصاحبه را برای کارفرمایان و همچنین فهرست‌هایی از راه‌حل‌های ممکن برای ارزیابی و پذیرش کارکنان مبتلا به سرطان ارائه می‌کند.

## آمارها
تخمین زده می‌شود در سال ۲۰۲۳ حدود ۲۰ میلیون مورد جدید سرطان در دنیا ایجاد شود و این میزان طی دو دهه آینده حدود ۶۰٪ افزایش بیابد.

### کتابشناسی
- Miller, Mary E (2018). Cancer (به انگلیسی). Momentum Press. pp. 90 pages. ISBN 978-1-944749-86-6.